# Das Guyana-Massaker
Das Guyana-Massaker (Original: Guyana Tragedy oder The Mad Messiah) ist ein US-amerikanischer Spielfilm des Regisseurs William A. Graham aus dem Jahr 1980.
Der Film thematisiert die Tätigkeit des Sektenführers Jim Jones und die Morde und Massenselbstmorde von Mitgliedern seiner Sekte im Jahr 1978 in Jonestown, Guyana. Grundlage bildete das Buch Guyana Massacre: The Eyewitness Account von Charles A. Krause und Artikel in der Washington Post. Er wurde im US-Fernsehen am 15. April 1980 erstmals im CBS Television ausgestrahlt. Im deutschen Sprachraum wurde der Film auch als Guayana – Kult der Verdammten vermarktet.

## Handlung
Die Handlung des Films beginnt in den 1960ern und zeigt Jim Jones’ Weg von einem Idealisten zu dem Initiator des großen Massenselbstmordes im November 1978 im Peoples Temple von Jonestown, Guyana. Zu Beginn des Films sieht man, wie Jones als charismatischer Prediger auf der Straße spricht. Er trifft in seiner Umgebung auf brutalen Rassismus und stellt sich diesem entgegen. er glaubt an die Gleichheit und Gleichberechtigung aller Rassen und riskiert gelegentlich, Opfer von Gewalt zu werden. Als er später nach San Francisco geht, wird er bekannter, mächtiger und einflussreicher. Er beginnt, fest an den nuklearen Holocaust zu glauben. Er überzeugt Hunderte seiner Anhänger davon, ihm nach Guyana zu folgen. Dort errichten sie eine kleine Parallelwelt. Jones fühlt sich von der Presse in den USA diffamiert. Der Kongressabgeordnete Leo Ryan wird durch Berichte auf Jones aufmerksam, die aussagen, dass Mitglieder dort gefangen gehalten werden, und er reist nach Guyana. Er sagt denjenigen, die in die USA zurückreisen wollten, Sicherheit zu. Nachts beginnt dann die Vorbereitung der Tragödie. Ryan wird Zeuge des Massenselbstmordes. Wer sich nicht selbst töten will, wird von Sektenmitgliedern ermordet, so auch Ryan.

## Charaktere
Jones’ Familienmitglieder basieren auf Personen aus Jones’ echter Familie. Die Charaktere Clayton und Jean Richie basieren auf Timothy und Grace Stoen und David Langtree auf Larry Schacht. Details wurden variiert. Und einige Charaktere wurden reduziert, d. h. ihre Eigenschaften wurden in Charakteren zusammengefasst.

## Produktion
Der Film versucht Eigenschaften des Spielfilms mit denen des Dokumentarfilms zu verbinden. James Earl Jones spielt Father Divine. Die Schlussszenen sind dem „Todestonband“ des F.B.I. nachempfunden. Gedreht wurde in Puerto Rico und Georgia.

## Kritik
Eine Kritik von 1980 im Time lobte den Film. Kritisiert wurde, dass Jones’ frühes Leben zu ausführlich geschildert wurde. Warum ein Prediger zu einem sex- und drogensüchtigen Größenwahnsinnigen wurde, dem seine Jünger kritiklos folgten, werde nicht überzeugend erklärt.

„Gut recherchiertes Fernsehspiel um den Massenselbstmord von 775 Sektenmitglieder in Georgetown (Guayana) 1977. Der selbsternannte Priester Jim Jones hatte seine Gemeinde nach einem Attentat auf einen US-Senator, der eine Untersuchung gegen seine Sekte einleiten wollte, dazu angestiftet. Der Film lässt einige Fragen offen.“

## Auszeichnungen
Hauptdarsteller Powers Boothe, der Jim Jones spielt, gewann 1980 den Emmy für „außergewöhnliche Leistung eines Hauptdarstellers in einer Miniserie“. Der Film war nominiert für drei Emmy Awards in den Kategorien: Sound-Mischung, Regie und außergewöhnliches Drama-Special. Der Film war von den American Cinema Editors für einen Eddie Award nominiert für den besten Schnitt.